# Partido Popular de Serra Leoa
O Partido Popular de Serra Leoa (SLPP, na sigla em inglês) é um dos dois principais partidos políticos em Serra Leoa, juntamente com o seu principal rival político, o Congresso de Todo o Povo. É o partido no poder em Serra Leoa desde 4 de abril de 2018.
O Partido Popular de Serra Leoa dominou a política do país desde sua fundação, em 1951, até 1967, quando perdeu as eleições parlamentares para o Congresso de Todo o Povo, liderado por Siaka Stevens. Ele se identifica como um partido social-democrata.
O Partido Popular de Serra Leoa voltou ao poder quando seu líder, Ahmad Tejan Kabbah, venceu as eleições presidenciais de 1996. O partido esteve no poder de 1996 a 2007, quando voltou a perder as eleições gerais para o Congresso de Todo o Povo, liderado por Ernest Bai Koroma, nas eleições presidenciais de 2007. O partido retornou ao poder em 4 de abril de 2018, quando Julius Maada Bio tomou posse como o novo presidente de Serra Leoa após vencer as eleições presidenciais de Serra Leoa naquele ano.
O partido é extremamente popular no sudeste de Serra Leoa (exceto no distrito de Kono, um distrito instável), onde o partido vence regularmente as eleições presidenciais, parlamentares e locais por larga vantagem. O grupo partidário tem apoio minoritário na Área do Oeste (incluindo Freetown, a capital nacional). O SLPP também tem grande apoio minoritário no distrito de Coinadugu e no distrito de Falaba, no norte do país, além de apoio minoritário significativo no distrito de Cambia, também no norte do país.